# Bahnhof Berlin Westkreuz
A Bahnhof Berlin Westkreuz egy S-Bahn állomás Németország fővárosában, Berlinben a Ringbahn és a Berliner Stadtbahn vonalán. Az állomás 1928. december 10-én nyílt meg, kezelője a DB Station&Service.

## Vasútvonalak
- Berlini Stadtbahn
- Berlin Ringbahn
- Berlin–Blankenheim-vasútvonal
- Spandau Suburban Line

## Szomszédos állomások
Az állomáshoz az alábbi állomások vannak a legközelebb:
- Berlin-Grunewald station (Potsdam Hauptbahnhof, S7)
- Berlin Messe Süd railway station (S-Bahnhof Berlin Spandau, S3)
- Berlin Messe Süd railway station (S-Bahnhof Berlin Spandau, S9)
- S-Bahnhof Berlin Charlottenburg (Bahnhof Flughafen BER, S9)
- S-Bahnhof Berlin Charlottenburg (Erkner állomás, S3)
- S-Bahnhof Berlin Charlottenburg (Strausberg Nord station, S5)
- S-Bahnhof Berlin Charlottenburg (S-Bahnhof Berlin-Ahrensfelde, S7)
- Bahnhof Berlin-Halensee (S41)
- Bahnhof Berlin-Halensee (S-Bahnhof Berlin Südkreuz, S42)
- Bahnhof Berlin-Halensee (Königs Wusterhausen állomás, S46)
- Bahnhof Berlin Messe Nord/ZOB (S-Bahnhof Berlin Südkreuz, S41)
- Bahnhof Berlin Messe Nord/ZOB (S42)
- Bahnhof Berlin Messe Nord/ZOB (Bahnhof Berlin-Westend, S46)

## Forgalom
| ↻ ↺ | Gesundbrunnen – Schönhauser Allee – Prenzlauer Allee – Greifswalder Straße – Landsberger Allee – Storkower Straße – Frankfurter Allee – Ostkreuz – Treptower Park – Sonnenallee – Neukölln – Hermannstraße – Tempelhof – Südkreuz – Schöneberg – Innsbrucker Platz – Bundesplatz – Heidelberger Platz – Hohenzollerndamm – Halensee – Westkreuz – Messe Nord/ICC – Westend – Jungfernheide – Beusselstraße – Westhafen – Wedding – Gesundbrunnen \|\| fent \|\| 5 perc                                                                   |
|     | Westend – Messe Nord/ICC – Westkreuz – Halensee – Hohenzollerndamm – Heidelberger Platz – Bundesplatz – Innsbrucker Platz – Schöneberg – Südkreuz – Tempelhof – Hermannstraße – Neukölln – Köllnische Heide – Baumschulenweg – Schöneweide – Betriebsbahnhof Schöneweide – Adlershof – Grünau – Eichwalde – Zeuthen – Wildau – Königs Wusterhausen \|\| fent \|\| 20 perc |
|     | Spandau – Stresow – Pichelsberg – Olympiastadion – Heerstraße – Messe Süd – Westkreuz – Charlottenburg – Savignyplatz – Zoologischer Garten – Tiergarten – Bellevue – Hauptbahnhof – Friedrichstraße – Hackescher Markt – Alexanderplatz – Jannowitzbrücke – Ostbahnhof – Warschauer Straße – Ostkreuz – Rummelsburg – Betriebsbahnhof Rummelsburg – Karlshorst – Wuhlheide – Köpenick – Hirschgarten – Friedrichshagen – Rahnsdorf – Wilhelmshagen – Erkner \|\| lent \|\| 20 perc                                                      |
|     | Westkreuz – Charlottenburg – Savignyplatz – Zoologischer Garten – Tiergarten – Bellevue – Hauptbahnhof – Friedrichstraße – Hackescher Markt – Alexanderplatz – Jannowitzbrücke – Ostbahnhof – Warschauer Straße – Ostkreuz – Nöldnerplatz – Lichtenberg – Friedrichsfelde Ost – Biesdorf – Wuhletal – Kaulsdorf – Mahlsdorf – Birkenstein – Hoppegarten – Neuenhagen – Fredersdorf – Petershagen Nord – Strausberg – Hegermühle – Strausberg Stadt – Strausberg Nord \|\| lent \|\| 10 perc (Hoppegarten–Strausberg Nord között 20 perc) |
|     | Potsdam Hauptbahnhof – Babelsberg – Griebnitzsee – Wannsee – Nikolassee – Grunewald – Westkreuz – Charlottenburg – Savignyplatz – Zoologischer Garten – Tiergarten – Bellevue – Hauptbahnhof – Friedrichstraße – Hackescher Markt – Alexanderplatz – Jannowitzbrücke – Ostbahnhof – Warschauer Straße – Ostkreuz – Nöldnerplatz – Lichtenberg – Friedrichsfelde Ost – Springpfuhl – Poelchaustraße – Marzahn – Raoul-Wallenberg-Straße – Mehrower Allee – Ahrensfelde \|\| lent \|\| 10 perc                                             |
|     | Spandau – Stresow – Pichelsberg – Olympiastadion – Heerstraße – Messe Süd – Westkreuz – Charlottenburg – Savignyplatz – Zoologischer Garten – Tiergarten – Bellevue – Hauptbahnhof – Friedrichstraße – Hackescher Markt – Alexanderplatz – Jannowitzbrücke – Ostbahnhof – Warschauer Straße – Treptower Park – Plänterwald – Baumschulenweg – Schöneweide – Betriebsbahnhof Schöneweide – Adlershof – Altglienicke – Grünbergallee – Flughafen Berlin-Schönefeld \|\| lent \|\| 20 perc                                                  |